# جيرارد إنزيريو
جيرارد إنزيريو (بالإنجليزية: Gerard “Jerry” Inzerillo)‏ يرأس عددا من أشهر العلامات التجارية في السياحة والترفيه، أبرزها فور سيزونز والهيلتون وفوربس.

## التعليم
- حاصل على شهادة البكالوريوس من جامعة نيفادا في لاس فيجاس بإدارة الفنادق عام 1975.[2]

## الخبرات العملية[1][2]
| المسمى الوظيفي              | الشركة                      | الفترة        | المدينة/الدولة |
| --------------------------- | --------------------------- | ------------- | -------------- |
| مدير مطعم                   | La Maison                   | 1972-1973     | لاس فيغاس      |
| مدير ليلي                   | فندق فلامينغو               | 1973-1976     | لاس فيغاس      |
| مساعد مدير تنفيذي           | فندق نيويورك ستاتلير هيلتون | 1976-1979     | نيويورك        |
| مساعد مدير تنفيذي           | فندق فونتينبلو ميامي بيتش   | 1979-1981     | فلوريدا        |
| مدير عام                    | فندق فور سيزونس             | 1981-1985     | هيوستن         |
| مدير عام                    | منتجع فور سيزونس            | 1985-1987     | دالاس (تكساس)  |
| رئيس                        | فنادق مورغان                | 1987-1991     | نيويورك        |
| الرئيس التنفيذي للتشغيل     | صن سيتي                     | 1991-1996     | جنوب أفريقيا   |
| رئيس                        | شركة لان سكريجر             | 1996-1997     | نيويورك        |
| رئيس                        | شركة كارزنر العالمية        | 1991-2011     | نيويورك        |
| رئيس ورئيس تنفيذي           | شركة آي إم جي للفنون        | 2012-2014     | نيويورك        |
| الرئيس التنفيذي لدليل السفر | فوربس (مجلة)                | 2014-حتى الآن | نيويورك        |
| الرئيس التنفيذي             | مشروع بوابة الدرعية         | 2018-حتى الآن | الرياض         |